# Anthocharis
Az Anthocharis  a rovarok (Insecta) osztályának a lepkék (Lepidoptera) rendjébe, ezen belül a fehérlepkék (Pieridae) családjába tartozó nem.

## Rendszerezés
A nembe az alábbi fajok és alfajok tartoznak:
- Anthocharis bambusarum
- Marokkói hajnalpírlepke (Anthocharis belia)
- Anthocharis bieti
- Hajnalpírlepke (Anthocharis cardamines)
- Anthocharis cethura
- Anthocharis damone
- Anthocharis euphenoides
- Anthocharis gruneri
- Anthocharis julia
- Anthocharis lanceolata
- Anthocharis limonea
- Anthocharis midea
- Anthocharis sara
- Anthocharis scolymus
- Anthocharis stella
- Anthocharis thoosa